# كاياني ألدورينو

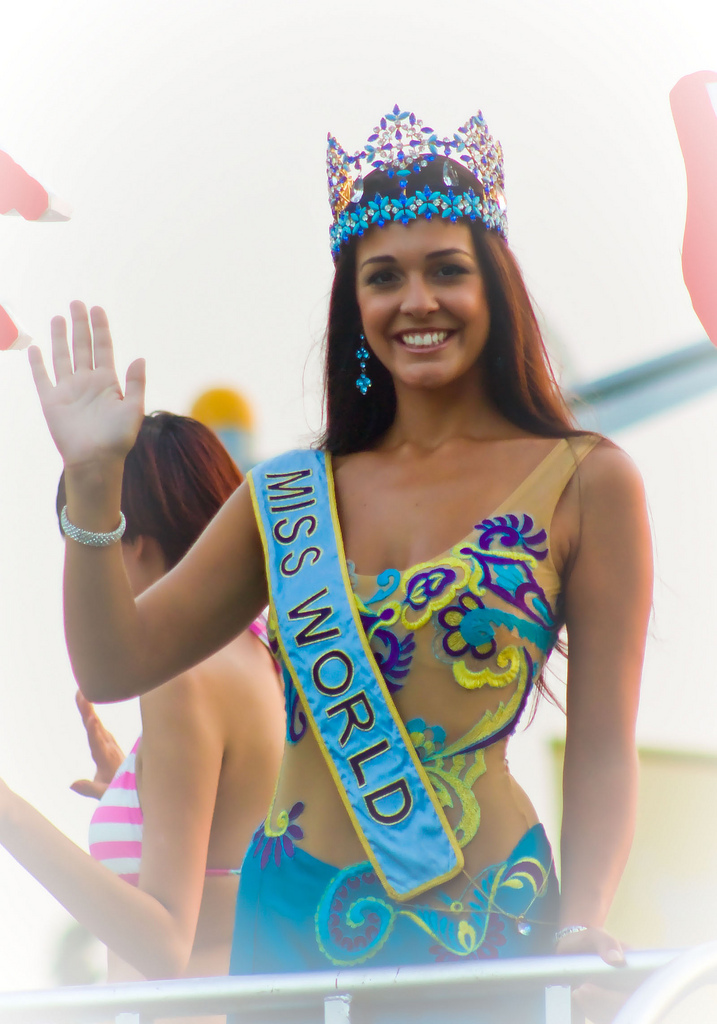
كاياني ألدورينو في شنغهاي في سنة 2009

كاياني لويز ألدورينو لوبيز (بالإسبانية: Kaiane Loise Aldorino Lopez)‏ هي ملكة جمال جبل طارق و ملكة جمال العالم لسنة 2009 وألتي أقيمت في مدينة جوهانسبرغ في جنوب أفريقيا ولدت في 8 يوليو 1986 في جبل طارق، وكذلك فازت بملكة جمال أوروبا و ملكة جمال السواحل ويبلغ طولها 174 سم. في سنة 2014 أصبحت نائبة عمدة جبل طارق وفي أبريل 2017 أصبحت عمدة جبل طارق.

## روابط خارجية
- كاياني ألدورينو على موقع IMDb (الإنجليزية)